# Samuel Cooper
Samuel Cooper (ur. 17 czerwca 2001 w Hamilton) – kanadyjski siatkarz, grający na pozycji przyjmującego, reprezentant kraju. 

## Życiorys

### Kariera klubowa
Uczęszczał do Hamilton District Christian High School. Występował w siatkarskiej reprezentacji szkoły, która m.in. zdobyła trzecie miejsce w mistrzostwach Ontario. W 2019 roku został członkiem drużyny McMaster Marauders, przynależącej do Uniwersytetu McMastera. Łącznie rozegrał 30 meczów, w których zdobył 235 punktów (w tym 54 asy serwisowe). W sezonie 2019/2020 zajął z drużyną trzecie miejsce w mistrzostwach Ontario, a w sezonach 2021/2022 i 2022/2023 zdobył mistrzostwo. Ponadto w sezonie 2021/2022 został wybrany do drużyny gwiazd turnieju, a w sezonie 2022/2023 zajął z McMaster Marauders trzecie miejsce w mistrzostwach U Sports. W 2023 roku zrezygnował ze studiów i podpisał kontrakt z Wartą Zawiercie.

### Sukcesy
Ontario University Athletics:
- 2022, 2023
- 2020

U Sports Championship:
- 2023

Puchar Polski:
- 2024[3]

Liga polska:
- 2024[4]

### Kariera reprezentacyjna
W 2021 roku uczestniczył w mistrzostwach świata U-21, zajmując z reprezentacją dziesiąte miejsce w turnieju. W 2022 roku został powołany do drużyny B, z którą zdobył drugie miejsce w Pucharze Panamerykańskim. Ponadto w 2022 roku zadebiutował w kadrze A. Jego inauguracyjny występ przypadł na przegrane 23 czerwca spotkanie z Polską w ramach Ligi Narodów.

### Sukcesy
Puchar Panamerykański:
- 2022

Mistrzostwa Ameryki Północnej, Środkowej i Karaibów:
- 2023[6]